# Вільчковиці-Гурні (Лодзинське воєводство)
Вільчковиці-Гурні (пол. Wilczkowice Górne) — село в Польщі, у гміні Ленчиця Ленчицького повіту Лодзинського воєводства.
Населення — 557 осіб (2011).
У 1975-1998 роках село належало до Плоцького воєводства.

## Демографія
Демографічна структура станом на 31 березня 2011 року:
|          | Загалом | Допрацездатний вік | Працездатний вік | Постпрацездатний вік |
| -------- | ------- | ------------------ | ---------------- | -------------------- |
| Чоловіки | 284     | 47                 | 197              | 40                   |
| Жінки    | 273     | 42                 | 164              | 67                   |
| Разом    | 557     | 89                 | 361              | 107                  |